# Demanufacture
| Оценки критиков | Оценки критиков |
| Источник        | Оценка          |
| --------------- | --------------- |
| AllMusic        | [ 1 ]           |
| Kerrang!        | [ 2 ]           |

Demanufacture — второй полноформатный студийный альбом американской метал-группы Fear Factory, издан в 1995 году, первый альбом группы с новым басистом Кристианом Волберсом. Многие критики называют Demanufacture лучшим альбомом группы, образцом её эталонного звучания. Альбом стал «золотым» в Австралии и «серебряным» в Великобритании.

## История
Demanufacture — это концептуальный альбом о противостоянии людей и машин, контролируемых правительством. Позднее участники группы признались, что черпали вдохновение из фильма Терминатор.
Альбом был записан и микширован Колином Ричардсоном, ранее принимавшим участие в записи дебютного альбома группы, в Bearsville Studios на окраине Нью-Йорка. Также в студии присутствовал Bon Jovi, записывающий свой альбом These Days. В один из дней к ним пришёл один из звукоинженеров Bon Jovi и попросил сделать тише, так как их звучание «просачивалось» в записи Bon Jovi.
После выпуска альбома некоторые критики полагали, что Раймонд Эррера пользуется драм-машиной, из-за высокой точности и скорости ударных. Так как песни с Demanufacture были написаны до прихода Кристиана Волберса, некоторые бас-партии были записаны Дино Касаресом. Позднее Веберс рассказал, что принимал участие только в написании песни «Pisschrist».
5 июня 2005 года альбом был переиздан вместе со сборником ремиксов Remanufacture.

## Список композиций
| №                   | Название                                | Длительность |
| ------------------- | --------------------------------------- | ------------ |
| 1.                  | «Demanufacture»                         | 4:13         |
| 2.                  | «Self Bias Resistor»                    | 5:12         |
| 3.                  | «Zero Signal»                           | 5:57         |
| 4.                  | «Replica»                               | 3:56         |
| 5.                  | «New Breed»                             | 2:49         |
| 6.                  | «Dog Day Sunrise» (Head of David cover) | 4:45         |
| 7.                  | «Body Hammer»                           | 5:05         |
| 8.                  | «Flashpoint»                            | 2:53         |
| 9.                  | «H-K (Hunter-Killer)»                   | 5:17         |
| 10.                 | «Pisschrist»                            | 5:25         |
| 11.                 | «A Therapy for Pain»                    | 9:43         |
| Общая длительность: | Общая длительность:                     | 55:12        |

| №   | Название                                                        | Длительность |
| --- | --------------------------------------------------------------- | ------------ |
| 12. | «Your Mistake» (Featuring Freddy Cricien (Agnostic Front cover) | 1:30         |
| 13. | «¡Resistancia!»                                                 | 2:55         |
| 14. | «New Breed» (Revolutionary Designed Mix)                        | 2:59         |

| №   | Название                         | Длительность |
| --- | -------------------------------- | ------------ |
| 15. | «Replica» ((Electric Sheep Mix)) | 3:58         |

## Участники записи
- Бертон Белл − вокал
- Дино Касарес − гитара, микширование
- Рэймонд Эррера − ударные
- Кристиан Волберс — бас-гитара